# 马勒伊-科贝尔
马勒伊-科贝尔（法語：Mareuil-Caubert，法語發音：[maʁœj kobɛʁ]）是法国上法蘭西大區索姆省的一个市镇，属于阿布维尔区。该市镇于1826年由原市镇马勒伊（Mareuil）和科贝尔（Caubert）合并而成。

## 地理
马勒伊-科贝尔（50°4'11"N, 1°49'44"E）面积9.08 平方千米，位于法国上法蘭西大區索姆省，该省份为法国北部沿海省份，北起加来海峡省和北部省，西接滨海塞纳省和大西洋英吉利海峡，南至瓦兹省，东临埃纳省。
与马勒伊-科贝尔接壤的市镇（或旧市镇、城区）包括：埃帕涅-埃帕涅特、永瓦勒、阿布维尔、布赖莱马勒伊、索姆河畔欧库尔、于谢讷维尔、穆瓦耶讷维尔。
马勒伊-科贝尔的时区为UTC+01:00、UTC+02:00（夏令时）。

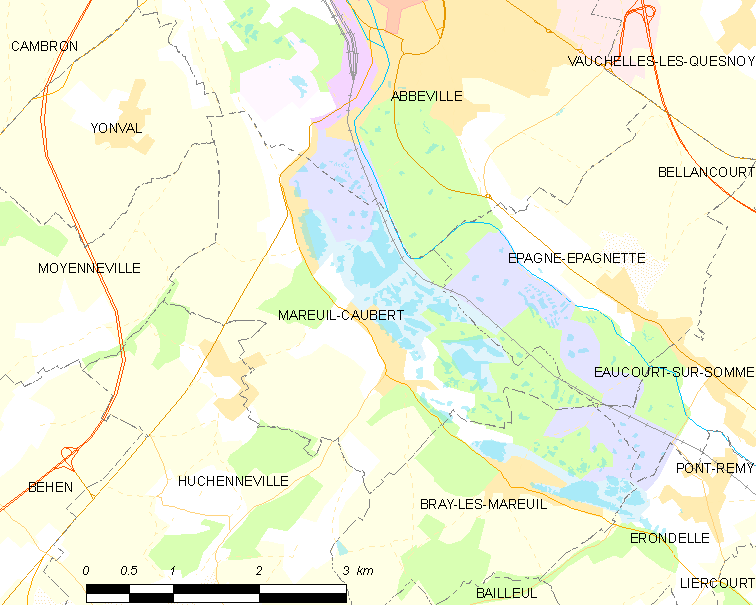
马勒伊-科贝尔的OSM定位图

## 行政
马勒伊-科贝尔的邮政编码为80132，INSEE市镇编码为80512。

## 政治
马勒伊-科贝尔所属的省级选区为阿布维尔第二县。

## 人口

1962-2008年间马勒伊-科贝尔人口变化图示

马勒伊-科贝尔于2022年1月1日时的人口数量为828人。